# Penaeopsis challengeri
Penaeopsis challengeri är en kräftdjursart som beskrevs av De Man 1911. Penaeopsis challengeri ingår i släktet Penaeopsis och familjen Penaeidae. Inga underarter finns listade i Catalogue of Life.